# Сверхпаразитизм
Сверхпаразити́зм, гиперпаразитизм — один из видов паразитизма, характеризующийся паразитированием одного паразита (сверхпаразит, гиперпаразит) в другом. В этом случае сверхпаразит называется паразитом второго порядка, а его хозяин — паразитом первого порядка. Паразитизм более высоких порядков встречается очень редко. Один из примеров — заражение наездником Asecodes albitarsus многоядного сверхпаразита Dibrachys boucheanus, который, в свою очередь, нередко поражает наездников Apanteles glomeratus, паразитирующих на гусеницах белянок. Сверхпаразитизм достаточно широко распространён среди паразитических насекомых, в частности у наездников семейств Ichneumonidae, Encyrtidae и некоторых других. Однако сверхпаразитизм встречается и в других группах животных. Некоторые трематоды живут в ракообразных — эктопаразитах морских рыб. Сверхпаразитизм встречается и у некоторых ракообразных семейства тантулокарид. Обнаружено также как минимум одно семейство вирусов, поражающее другие вирусы. Гиперпаразитами называют и некоторые виды у грибов.